# Jeff Sheppard
Jeffrey Kyle Sheppard, detto Jeff (Marietta, 29 settembre 1974), è un ex cestista statunitense, professionista nella NBA e in Italia.

## Carriera
Guardia di 191 centimetri, dotata di un buon tiro da tre, Sheppard dopo aver iniziato a giocare nelle high school disputa il Campionato universitario con l'Università del Kentucky, che ha frequentato dal 1993 al 1998. Proprio con Kentucky ha vinto il titolo NCAA nel 1996 e nel 1998. Sempre nel 1998 è stato eletto NCAA Basketball Tournament Most Outstanding Player di quell'anno.
Nella stagione 1998-99 militò per breve tempo in NBA con gli Atlanta Hawks, mettendo a referto 2,2 punti e 1,2 rimbalzi di media in 18 partite. In seguito ha giocato con la Benetton Treviso (1999-2000) vincendo la Coppa Italia, con Roseto (2000-2001) e con la Virtus Roma (2001). A lui è legata la vicenda del "Lodo Sheppard", un contenzioso tra la Lega Basket e Roseto per impiegarlo come terzo extracomunitario in campo.
Si è ritirato dal basket giocato nel 2001. In un'intervista ha dichiarato che tra i fattori che lo hanno indotto a smettere ci sono anche gli attacchi dell'11 settembre, avvenuti mentre Sheppard si trovava a Roma lontano dalla famiglia.

## Vita privata
Sheppard è sposato dal 1998 con Stacey Reed, anch'ella cestista a Kentucky, dalla quale ha avuto due figli che hanno entrambi giocato a basket al college. La loro figlia maggiore Madison ha giocato alla Campbellsville University. Il loro figlio minore, Reed, ha giocato Kentucky nella stagione 2023-24, dove è stato nominato la migliore matricola della divisione I della NCAA sia dalla National Association of Basketball Coaches che dalla United States Basketball Writers Association. Dopo quella stagione, annunciò che sarebbe entrato nel draft NBA 2024 e avrebbe rinunciato alla sua restante idoneità al college.

## Palmarès

### Squadra
- 2 volte campione NCAA (1996, 1998)
- Coppa Italia: 1

Pall. Treviso: 2000

### Individuale
- NCAA Final Four Most Outstanding Player (1998)